# Halone prosenes
Halone prosenes là một loài bướm đêm thuộc phân họ Arctiinae, họ Erebidae. Nó được tìm thấy ở Victoria, nơi nó giới hạn ở Đông Nam Đồng Bằng Duyên Hải, Cao Nguyên Đông Nam và Đồng Bắc Núi Lửa Victoria.
Sải cánh dài khoảng 15 mm.

## Hình ảnh

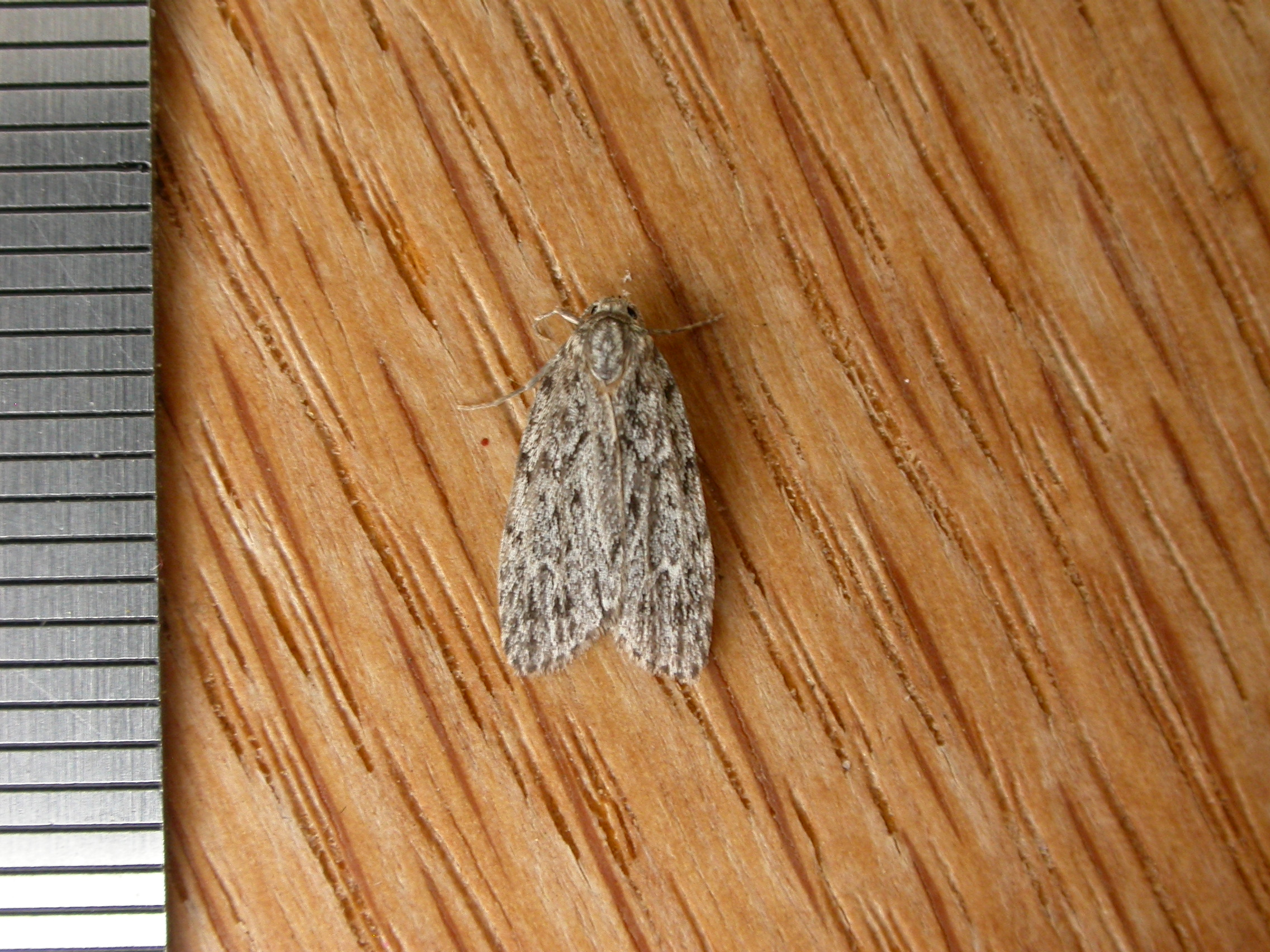